# 六角四片四角孔ねじれ正多面体
六角四片四角孔ねじれ正多面体（ろっかくしへんしかくこうねじれせいためんたい、英: muoctahedron）とは、ねじれ正多面体の一種で切頂八面体による空間充填形から正方形を除いた多面体である。

## 性質
- 構成面: 正六角形無限枚
- 辺: 無限本
- 頂点: 無限個の各頂点に正六角形4枚がジグザグに集まる。
- シュレーフリの記号: {6, 4 | 4}
- 双対: 四角六片四角孔ねじれ正多面体